# Het sleutelbeen
Het sleutelbeen is een  stripverhaal uit de reeks van Jerom.

## Locaties
Dit verhaal speelt zich af op de volgende locaties:
- stedelijk museum, land in de oertijd

## Personages
In dit verhaal spelen de volgende personages mee:
- Jerom, professor Barabas, Odilon, oermensen, Sprintorus, tante Sidonia

## Het verhaal
Professor Barabas werkt aan de reconstructie van een dinosaurusskelet in de grote zaal van het stedelijk museum. Hij ontdekt dat een sleutelbeen ontbreekt. Jerom besluit met de teletijdmachine naar de oertijd te reizen om een sleutelbeen te halen, zodat de tentoonstelling een succes wordt. Jerom gebruikt een truc om Odilon te beletten met hem mee te gaan, want hij is bang dat Odilon alles zou verpesten. Professor Barabas flitst Jerom naar de oertijd en hij ontmoet daar meteen een dinosaurus en loopt per ongeluk tegen een bedwelmende plant aan. Als Jerom wakker wordt, is hij opgesloten in een arena in de rotsen. Hij moet vechten met Molog, een enorme dinosaurus. Jerom kan het beest makkelijk aan, maar ontdekt dat Molog ten dode opgeschreven is als hij het gevecht verliest. Daarom spreekt Jerom met het dier af dat hij het laat winnen. Jerom wordt opgesloten in een hol door de oermensen. Molog helpt Jerom 's nachts te ontsnappen en samen gaan ze hun vrijheid tegemoet.
Ze vallen samen in een valkuil en oermensen willen hen beide stenigen. Dan vallen langharige oermensen de kale oermensen aan en tijdens het gevecht kunnen Jerom en de dinosaurus ontsnappen. Jerom ziet vrouwen en kinderen huilen en besluit de vechtende oermensen uit elkaar te halen. Ook in de 20e eeuw zijn vrouwen en kinderen slachtoffer van vechtende mannen. Jerom stelt voor om een wedstrijd te organiseren in plaats van een oorlog te voeren. Sprintorus wordt gekozen door de kale oermensen en hij rijdt op Stinox. Jerom rijdt op Molog en degene die het eerst bij het dinosaurussenkerkhof komt, is de winnaar. Een commissie loopt naar de eindstreep om te jureren en twee dagen later begint de race. De kale oermensen proberen Jerom te saboteren en zetten veel valstrikken op. Jerom moet Molog tillen als het dier van slaapdrank heeft gedronken. Ook wordt een andere dinosaurus opgezet tegen het duo, maar Jerom weet het dier te verslaan. Ze kunnen aan een lavastroom ontsnappen, maar dan ziet Molog een vrouwtje en ze worden verliefd.
Jerom ziet Stinox met Sprintorus voorbijkomen en dan besluit Molog toch door te gaan met de race. Jerom wordt door een pterodon de lucht in getrokken en het dier wil hem in de vulkaan laten vallen. Molog ziet dit en vreest voor zijn leven. Het vrouwtje kan erg hard rennen en het lukt haar Jerom te pakken voor hij in de vulkaan valt. Jerom en Molog winnen de wedstrijd, maar het scheelt niet veel. Sprintorus wil wraak nemen, maar Jerom is sterker. Jerom gaat met Molog en het vrouwtje naar het dinosaurussenkerkhof en neemt een sleutelbeen mee. Professor Barabas flitst Jerom naar het heden en het sleutelbeen komt per ongeluk in de soep van tante Sidonia terecht. Professor Barabas wordt door zijn collega-wetenschappers geprezen voor het mooie dinosaurusskelet in het museum. Hij geeft toe dat hij hulp heeft gehad van de Gouden Stuntman.